# Studzianki (województwo świętokrzyskie)
Studzianki – wieś sołecka w Polsce położona w województwie świętokrzyskim, w powiecie opatowskim, w gminie Lipnik
W latach 1975–1998 miejscowość położona była w województwie tarnobrzeskim.